# دم‌دراز
دم‌دراز (نام علمی: Momotidae) نام یک تیره از راسته سبزقباسانان است.

## سرده‌ها و گونه‌ها
- دم‌دراز ابروفیروزه‌ای
  - دم‌دراز ابروفیروزه‌ای Electron platyrhynchum
- دم‌دراز تودی
  - دم‌دراز تودی Hylomanes momotula
- دم‌دراز گلوآبی
  - دم‌دراز گلوآبی Aspatha gularis
- دم‌درازهای حنایی
  - دم‌دراز حنایی Baryphthengus martii
  - دم‌دراز کلاه‌حنایی Baryphthengus ruficapillus
- دم‌درازهای دم‌پارویی
  - دم‌دراز کاکل‌خرمایی Momotus mexicanus
  - دم‌دراز کاکل‌آبی Momotus momota
  - دم‌دراز دیهیم‌آبی Momotus lessonii
  - دم‌دراز آندی Momotus aequatorialis
  - دم‌دراز فریادزن Momotus subrufescens
  - دم‌دراز آبی‌کلاه Momotus coeruliceps
  - دم‌دراز ترینیداد Momotus bahamensis
- کهربایی‌ها
  - دم‌دراز نوک‌تیرکی Electron carinatum
  - دم‌دراز نوک‌پهن Electron platyrhynchum

## نگارخانه

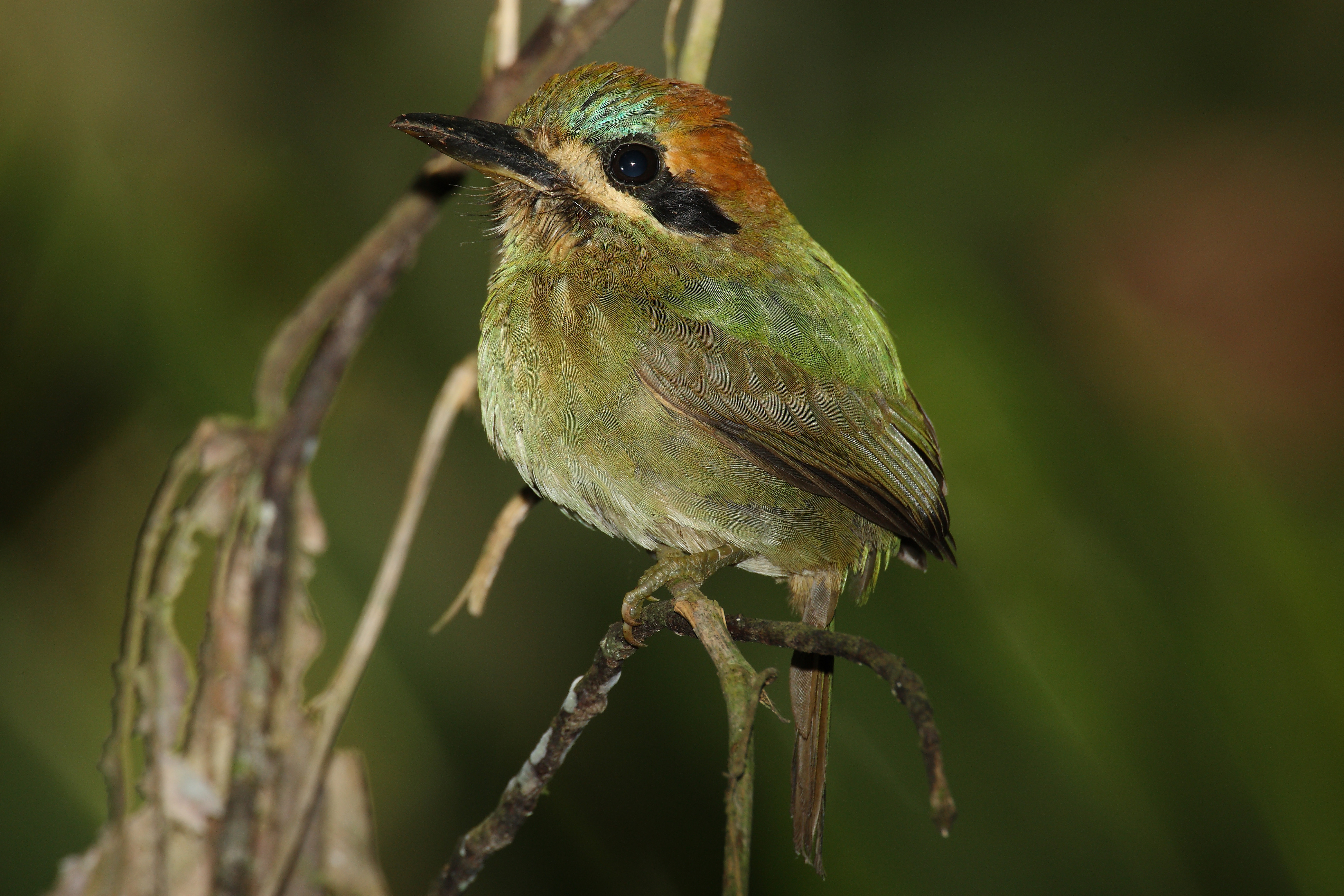
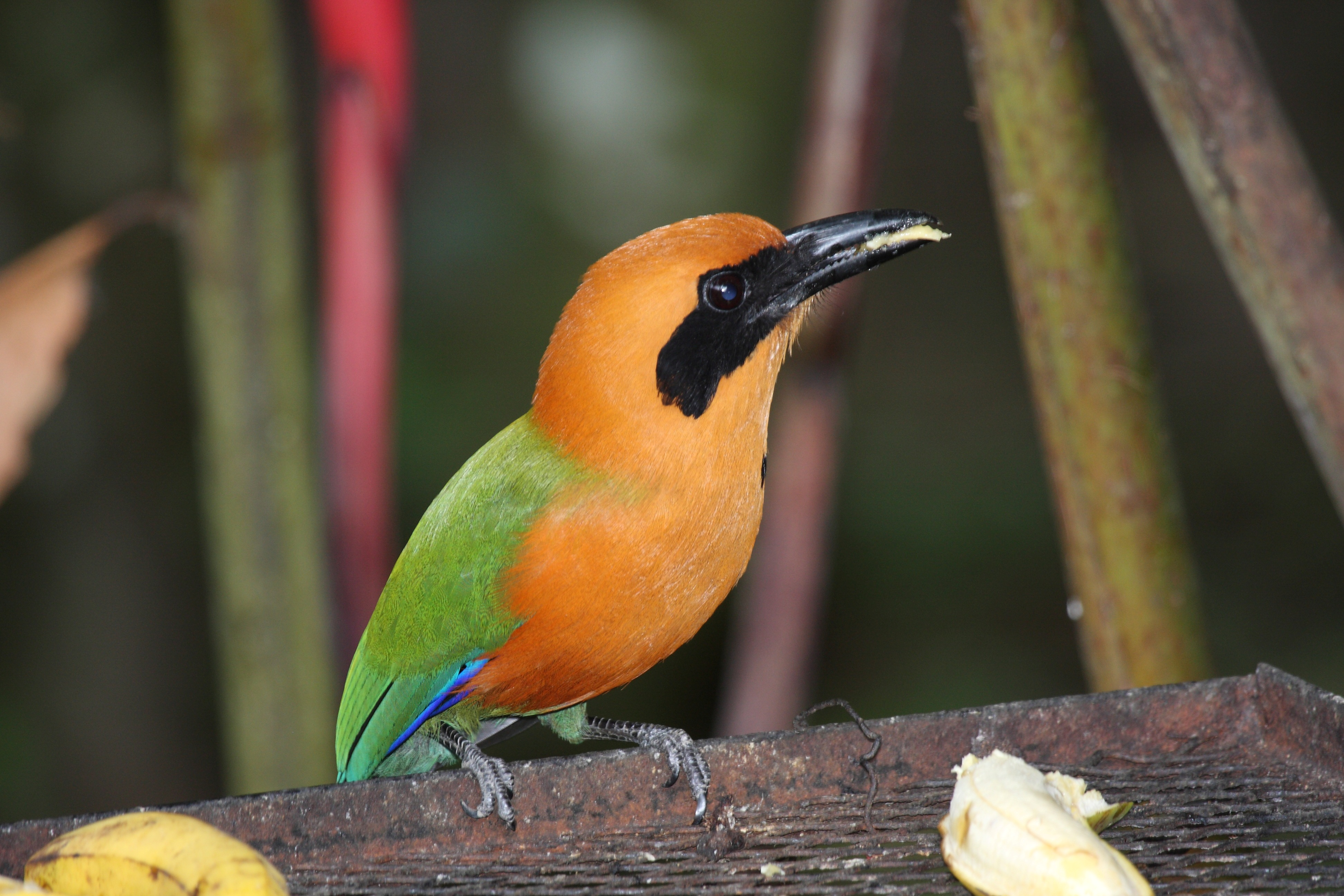
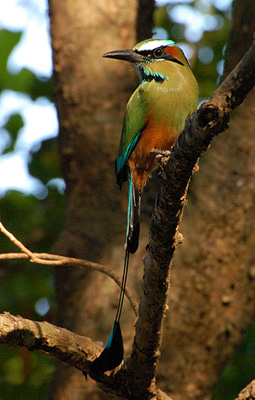
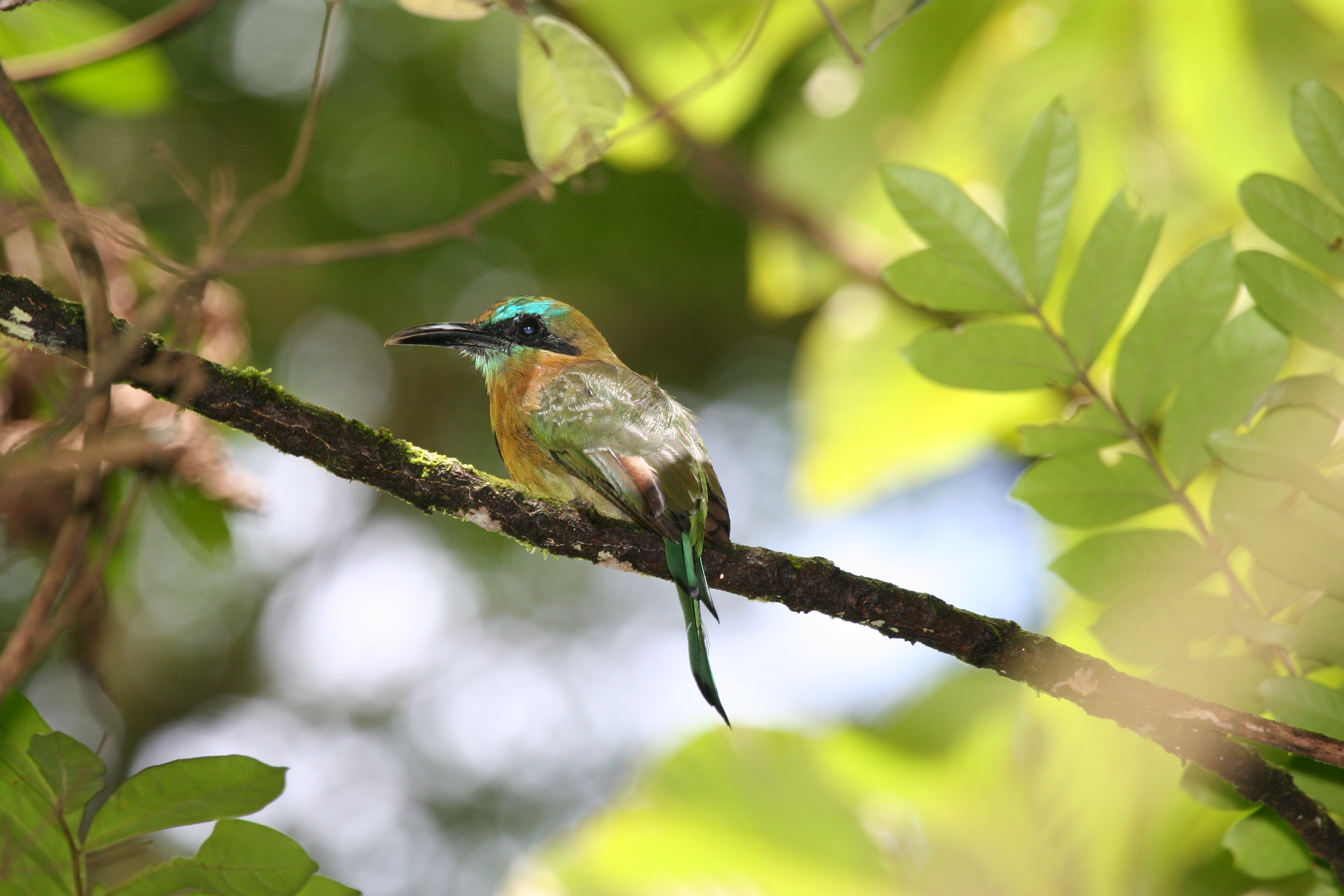